# کرند (گنبد کاووس)
کُرَند، شهری از توابع بخش داشلی‌برون در 140 کیلومتری شهرستان گنبد کاووس در استان گلستان ،کشور ایران قرار دارد.

## جمعیت
این شهر در بخش داشلی‌برون قرار دارد و جمعیت آن حدوداً ۶۰۰۰ نفر بود و دارای ۱۵۰۰ خانوار می باشد.
این شهر در 140 کیلومتری شهرستان گنبد کاووس قرار دارد و 15 کیلومتر از مرز ترکمنستان فاصله دارد .مرز بین ترکمنستان و ایران به یک رشته کوه از هم جدا میشوند نام محلی این رشته کوه سونگی داغ است و همه ساله مردم این شهر در نوروز برای تفریح و سرگرمی به این کوه می آیند همچنین صیادان زیادی نیز در این کوه وجود دارند که به شکار پرنده های شکاری قیمتی مشغول هستند در این کوه بر های کوهی نیز وجود دارد ولی متاسفانه بدلیل شکار بیش از هد این گونه درحال برچیده شدن است .
بیشتر مردم این شهر  به کشاورزی و دامداری مشغولند و مابقی داری شغل آزاد است به این شهر به علت دوری منطقه محرومی است و امکانات آموزشی مناسبی ندارند این شهر پارک های تفریحی مناسبی ندارد.
این شهر فقط در ایام بهار آب هوای خوبی دارد و درخت بسیار کمی در خود شهر و حومه آن وجود دارد
در تابستان ها مورد هجوم ریزگرد ها و توفان های شن قرار میگیرد رودخانه اترک نیز اغلب ماه های سال خشک است و تنها در زمستان آب دارد هرچند آب شوری که از روستای اجی سو می آید در بستر رودخانه جریان دارد ولی این آب نه برای دام ها و نه برای کشاورزی مناسب است هرچند شهر کرند منطقه کم بارانی قرار دارد ولی بسیاری از خیابان های آن آسفالت نشده است و به صورت خاکی می‌باشد و هنگامی که باران می آید عبور و مرور را دشوار می‌کند.
امروزه با درختکاری در خیابان اصلی کمی به مبلمان شهری کمک کرده است ولی اگر در خیابان های فرعی هم درختکاری شود بهتر خواد بود. 